# 毛穆之
毛穆之（もう ぼくし、生没年不詳）は、中国の東晋の軍人。字は憲祖。小字は虎生。本貫は滎陽郡陽武県。

## 経歴
毛宝の子として生まれた。荊州刺史の庾翼の下で安西参軍となった。父の州陵県侯の爵位を嗣いだ。建元2年（344年）、庾翼の長男の庾方之が建武将軍として襄陽を守ることとなると、かれが年少であることから、庾翼は信頼のおける武将に補佐させようと、穆之を建武司馬に選任した。永和元年（345年）、庾翼が死去し、庾翼の部将の干瓚・戴羲らが反乱を起こすと、穆之は安西長史の江虨や安西司馬の朱燾らとともにこの反乱を鎮圧した。
桓温が庾翼に代わって荊州刺史となると、穆之はその下でまた安西参軍をつとめた。永和2年（346年）から翌年にかけて、桓温に従って成漢を攻撃した。ほどなく揚威将軍・潁川郡太守に任じられた。永和12年（356年）、桓温の第二次北伐に従い、洛陽に入った。桓温が兵を南に返そうとしたが、謝尚が戻っていなかったため、穆之は桓温に2000人を与えられて留まり、山陵を守備した。
升平初年、都督寧州諸軍事・揚威将軍・寧州刺史に転じた。升平4年（360年）、桓温が南郡公に封じられると、穆之は建安侯に徙封された。また桓温の下で太尉参軍となり、冠軍将軍の号を加えられた。太和4年（369年）、桓温が第三次北伐として前燕を攻撃すると、穆之は鉅野の100里あまりにわたっての水利工事を監督し、汶水を引き込んで済水に合流させた。前秦が前燕への援軍を派遣したため桓温が舟を焼いて撤退すると、穆之は都督東燕四郡諸軍事となり、東燕郡太守を兼ねて敗戦処理にあたった。同年末、袁真が寿陽で反乱を起こすと、桓温がこれの鎮圧にあたることとなり、穆之は冠軍将軍のまま淮南郡太守に移って、歴陽を守備した。太和5年（370年）、袁真の乱が平定されると、穆之は都督揚州之江西諸軍事となり、陳郡太守を兼ねた。咸安元年（371年）、都督揚州之義成荊州五郡雍州之京兆諸軍事・襄陽義成河南三郡太守に転じ、まもなく梁州刺史を兼ねた。ほどなく病のため解職され、冠軍将軍として建康に召還された。
寧康元年（373年）、前秦が蜀に進攻し、東晋の梁州刺史の楊亮や益州刺史の周仲孫らが敗退していたため、穆之は桓沖の命を受けて、仮節・都督梁州之三郡諸軍事・右将軍・西蛮校尉・益州刺史・建平郡太守となり、巴郡に駐屯した。子の毛球が梓潼郡太守となると、穆之は毛球とともに秦軍を攻撃した。巴西郡まで進んだが、糧食に乏しくなり、巴東に退却した。
太元3年 （378年）、前秦の彭超らが彭城を攻撃すると、穆之は将軍のまま仮節・監江北軍事となり、広陵に駐屯した。仮節・右将軍・宣城国内史に転じ、姑孰に移駐した。前秦の苻丕らが襄陽を包囲していたため、太元4年（379年）に穆之は桓沖の命を受けて、遊軍として沔中に入った。襄陽が陥落したため、穆之は軍を率いて姑孰に帰った。まもなく病死した。中軍将軍の位を追贈された。諡は烈といった。

## 子女
- 毛珍（後嗣、天門郡太守）
- 毛球（梓潼郡太守）
- 毛璩
- 毛璠（寧州刺史）
- 毛瑾（西夷校尉、征虜将軍・梁秦二州刺史・略陽武都二郡太守）
- 毛瑗（蜀郡太守、輔国将軍・寧州刺史）

## 伝記資料
- 『晋書』巻81 列伝第51